# Hiroki Mizuhara
Hiroki Mizuhara (水原 大樹 Mizuhara Hiroki?), född 15 januari 1975 i Nara prefektur, är en japansk före detta fotbollsspelare.
Mizuhara började sin karriär 1993 i Nagoya Grampus Eight. Efter Nagoya Grampus Eight spelade han för Honda FC, Yokohama FC, Tokyo Verdy, Giravanz Kitakyushu, Kamatamare Sanuki och Veertien Kuwana. Han avslutade karriären 2013.